# Lista över överstekammarjunkare
Lista över överstekammarjunkare i Kungliga Hovstaterna.

## Överstekammarjunkare
| Ämbetstid | Namn                            | Levnadstid | Övrigt |
| --------- | ------------------------------- | ---------- | ------ |
| 1837–     | Axel Gustaf Gyllenkrok          | 1783–1865  |        |
| 1837–     | Ludvig von Stedingk             | 1794–1875  |        |
| 1840–     | Erik August Lewenhaupt          | 1799–1874  |        |
| 1854–     | Carl Jedvard Bonde              | 1813–1895  |        |
| 1854–     | Eric Knutsson Sparre            |            |        |
| 1856–     | Knut Filip Bonde                | 1815–1871  |        |
| 1858–     | Robert Axel von Rosen           |            |        |
| 1859–     | Johan Alexander Arthemis Sparre | 1800–      |        |
| 1861–1868 | Bernhard von Beskow             | 1796–1861  |        |
| 1862–     | Gustaf Trolle Bonde             | 1806–      |        |
| 1866–     | Rutger August Wachtmiester      | 1812–      |        |
| 1867–     | Axel Jakob De la Gardie         | 1819–1879  |        |
| 1875–     | Athanase Fouché                 | 1801–1886  |        |
| 1858–     | Robert von Rosen                | 1807–1884  |        |
| 1876–     | Carl von Platen                 | 1833–1888  |        |
| 1876–     | Gustaf Åkerhielm                | 1833–1900  |        |
| 1907–     | Fredrik von Rosén               | 1849–1917  |        |
| 1908–     | Otto Stenbock                   | 1838–1915  |        |
| 1908–     | Casimir De la Gardie            | 1848–1928  |        |
| 1912–     | Johan Gripenstedt               | 1851–1918  |        |
| 1912–     | Ludvig Gustaf Joachim af Ugglas | 1856–      |        |
| 1905–1908 | Hans Gustaf Trolle-Wachtmeister | 1846–1922  |        |
| 1917–     | Johan Beck-Friis                | 1862–1929  |        |
| 1918–     | Henning Wachtmeister            | 1869–1940  |        |
| 1922–     | Otto Thott                      | 1854–1933  |        |
| 1937–     | Otto Silfverschiöld             | 1871–      |        |
| 1941–     | Hans von Stedingk               | 1862–      |        |
| 1941–     | Erland Boström                  | 1876–1967  |        |
| 1941–     | Gustaf Carl Trolle-Bonde        | 1876–      |        |